# Sovok
 (février 2022).
Si vous disposez d'ouvrages ou d'articles de référence ou si vous connaissez des sites web de qualité traitant du thème abordé ici, merci de compléter l'article en donnant les références utiles à sa vérifiabilité et en les liant à la section « Notes et références ».
Sovok est un jeu de rôle sur table français de science-fiction écrit par Cédric Ferrand et édité par EWS en 2005. Les joueurs incarnent des ambulanciers à Moscou dans un univers cyberpunk.

## Étymologie
Le terme sovok dérive du mot soviet et désigne la mentalité promue par le système soviétique (marxisme-léninisme, athéisme…)[réf. souhaitée].

## Œuvres dérivées
Romans
- Cédric Ferrand, Sovok, Les Moutons électriques, 2015 (ISBN 978-2-36183194-3)